# Північний тетрапілон Гераси
Північний тетрапілон Гераси — монументальна споруда античного міста Гераса, котре передувало сучасному Джерашу (знаходиться за три з половиною десятки кілометрів на північ від столиці Йорданії Амману). Складова частина грандіозного комплексу руїн Гераси.

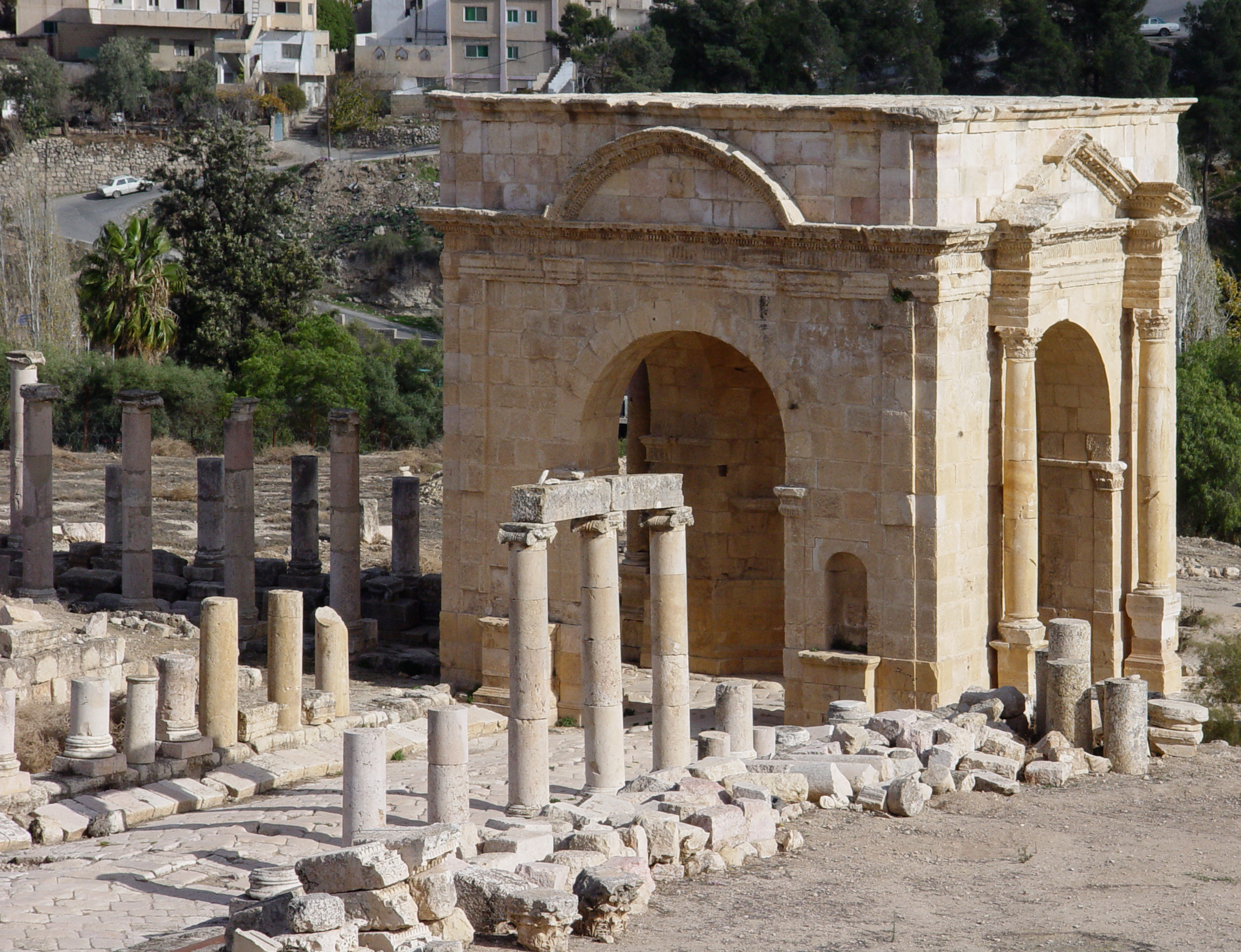
Вид тетрапілону з Північного театру

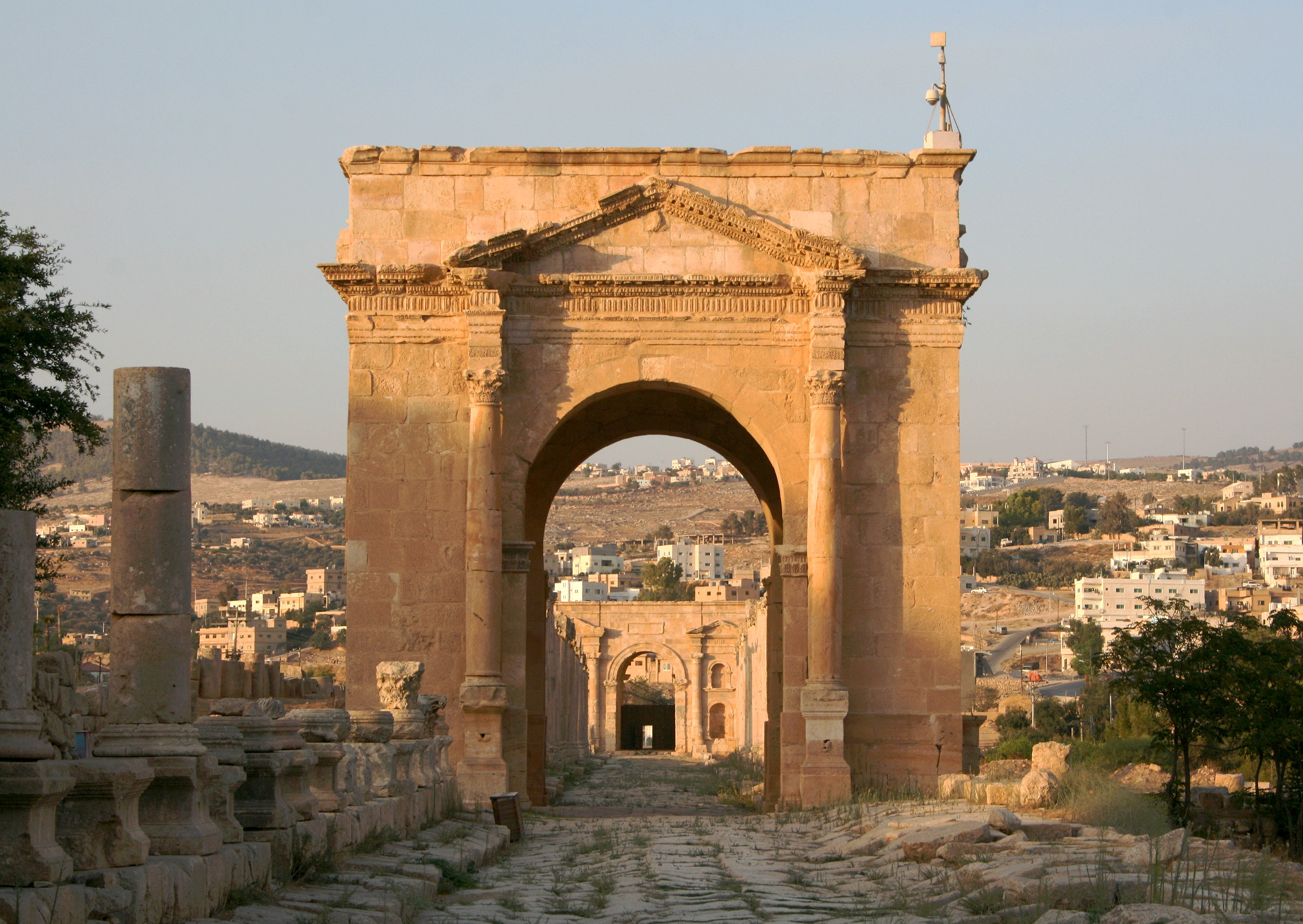
Вид тетрапілона по осі кардо (на задньому плані — Північні ворота Гераси)

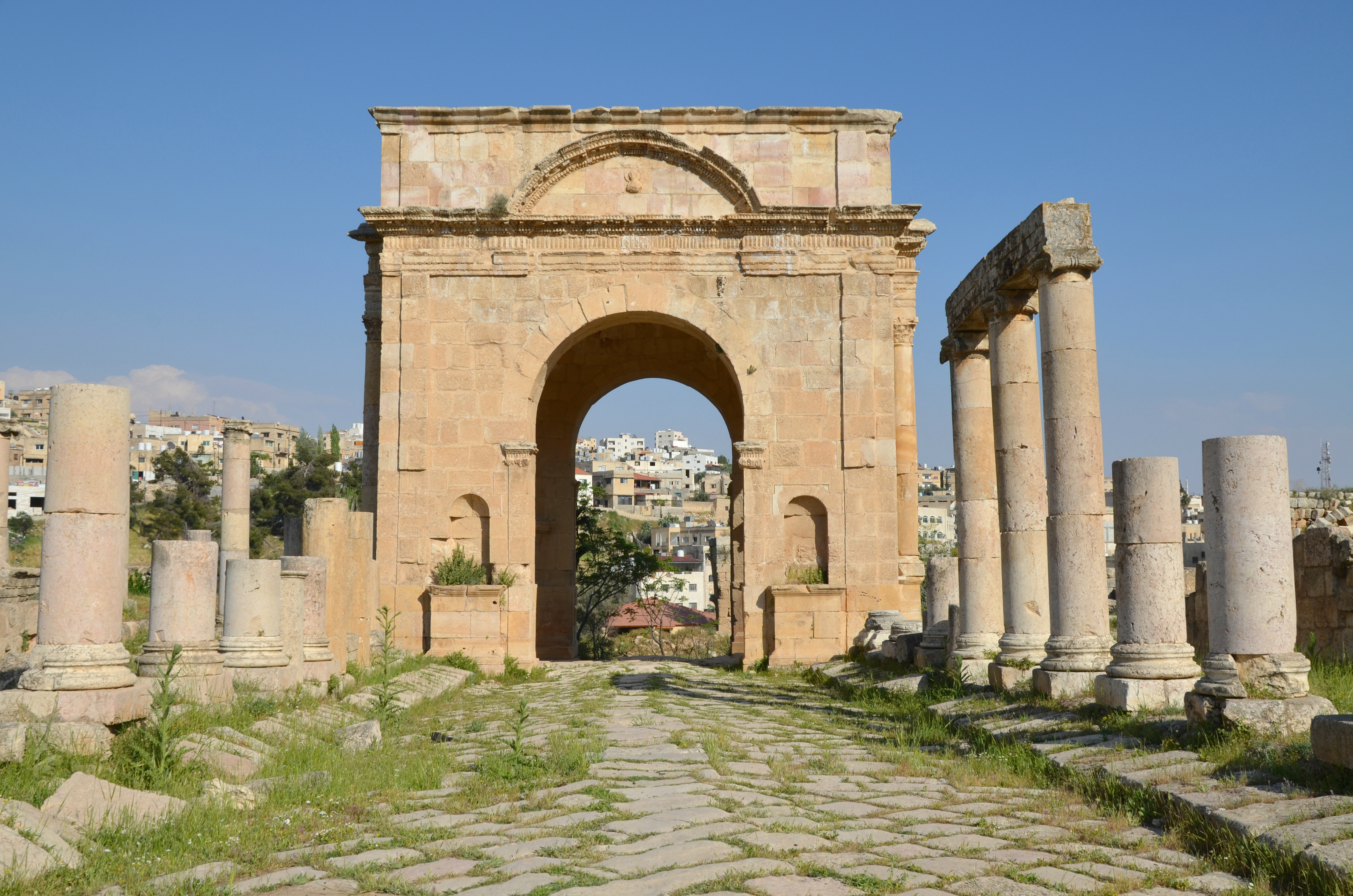
Вид тетрапілона по осі північного декумануса

Тетрапілонами в античності називали споруди із чотирьох розташованих по кутах квадрата елементів. Зазвичай їх зводили на перетині двох проїздів, так, північний тетрапілон Гераси прикрашає місце зустрічі її кардо (головна магістраль напрямку північ-південь у містах римської імперії) та північного декуманусу (вулиця, орієнтована по осі схід-захід). Його появу тут відносять до 165 року н. е., коли менш ніж за сотню метрів на захід від кардо звели одеон (який надалі перетворили на театр). Тоді ж завершили реконструкцію центральної ділянки кардо, котра полягала в розширенні та заміні іонічного ордера більш пишним коринфським. Логічним завершенням цих дій стало прикрашання нового важливого перехрестя за допомогою монументальної споруди — при цьому північніше від тетрапілона капітелі кардо залишились іонічними, що засвідчує його зведення за одним планом із реконструкцією. Можливо відзначити, що певний час тетрапілон пов'язували із більш пізнім правлінням імператора Септимія Севера, виходячи з віднайденого неподалік напису на честь його дружини Юлії Домни. Втім, у підсумку перевагу отримала думка про появу нової споруди не пізніше за 180 р. н. е.
Північний тетрапілон становить собою завершену арку, перекриття якої з'єднує всі чотири опорні пілони — на відміну від герасенського Південного тетрапілона, котрий належить до тетракіоніонів і взагалі не має зв'язку між кутовими елементами. Орієнтовані по осі кардо проїзди фланковані двома колонами коринфського ордера, тоді як фасади по осі декумануса прикрашали розташовані обабіч проїздів ніші зі скульптурами. Верхня частина тетрапілона оздоблена різьбленими елементами.
Північний тетрапілон Гераси знаходиться на її кардо між пропілеями Храму Артеміди та північними воротами.